# Vom hoh’n Olymp herab

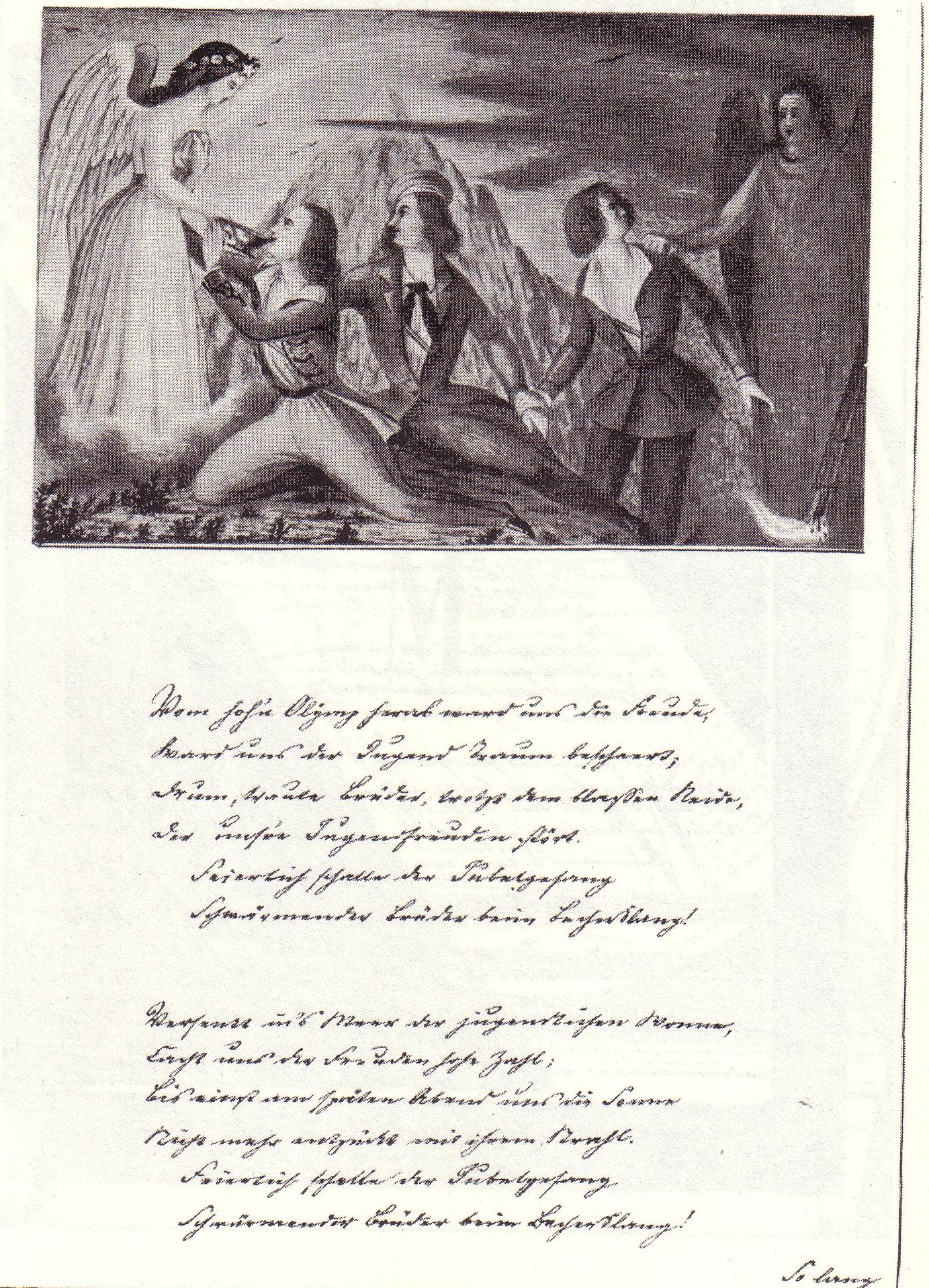
Vom hoh’n Olymp herab (Clericus)

Vom hoh’n Olymp herab ist ein ernstes Studentenlied von Heinrich Christian Schnoor.

## Entstehung
Schnoor schrieb das noch heute bekannte Lied in Halle (Saale). Erstmals wohl im verschollenen Musikalischen Blumensträußchen für Kenner und Liebhaber veröffentlicht, fand es Eingang in alle Kommersbücher. In der erhaltenen Auswahl der vorzüglichsten Rund- und Freundschaftsgesänge (Nürnberg 1795, S. 164) beginnt es mit den Worten: Vom hohen Göttersitz ward uns die Freude. Die heutige Form erinnert an das Freimaurerlied Vom Olymp ward uns die Freude, ward uns die Fröhlichkeit gesandt. Sie findet sich zuerst in Wilhelm Schneiders Commersliedern (Halle 1801).
Auf den stillen Trauerkneipen für verstorbene Verbindungsstudenten wird die 5. Strophe als einziges Lied gesungen. In den Corps wird danach der Trauersalamander in der Luft „gerieben“.

## Text
Vom hoh’n Olymp herab ward uns die Freude, ward uns der Jugendtraum beschert;

d’rum, traute Brüder, trotzt dem blassen Neide, der uns’re Jugendfreuden stört!

|: Feierlich schalle der Jubelgesang schwärmender Brüder beim Becherklang! :|

Versenkt ins Meer der jugendlichen Wonne lacht uns der Freuden hohe Zahl,

bis einst am späten Abend uns die Sonne nicht mehr entzückt mit ihrem Strahl.

|: Feierlich schalle der Jubelgesang schwärmender Brüder beim Becherklang! :|

Solang’ es Gott gefällt, ihr lieben Brüder, woll’n wir uns dieses Lebens freu’n

und fällt der Vorhang uns dereinst hernieder, vergnügt uns zu den Vätern reih’n.

|: Feierlich schalle der Jubelgesang schwärmender Brüder beim Becherklang! :|

Herr Bruder, trink auf’s Wohlsein deiner Schönen, die deiner Jugend Traum belebt!

Lass ihr zu Ehr’ ein flottes Hoch ertönen, dass ihr’s durch jede Nerve bebt!

|: Feierlich schalle der Jubelgesang schwärmender Brüder beim Becherklang! :|

Ist einer uns’rer Brüder dann geschieden, vom blassen Tod gefordert ab,

so weinen wir und wünschen Ruh’ und Frieden in uns’res Bruders kühles Grab.

|: Weinet und wünschet Ruhe hinab, in unsers Bruders kühles Grab! :|
Der Arzt und Schriftsteller Johann Georg Hertel (Magister Reimlein; 1801–1874) beschrieb ein studentisches Leichenbegängnis in Erlangen:

„Schließt einen Kreis um’s Grab und singt das Trauerlied,
 Das man gewöhnlich sang, wenn ein Student verschied!
Sagt’s und der Freunde Trupp schließt eine enge Runde
Um’s off’ne Grab und dumpf entschwebt der Burschen Munde
Der alte schöne Vers: Wir weinen in das Grab
Des Freund’s und wünschen Ruh und Frieden ihm hinab.“

## Friesenhymne
Zur Melodie des Liedes schrieb Eeltsje Hiddes Halbertsma den neuen Liedtext De âlde Friezen. Überarbeitet von Jacobus van Loon, wurde er ab 1875 zur Hymne Frieslands.

## Casi Hymne
Eine weitere Variation des Liedes ist die Schulhymne des Gymnasiums Casimirianum Coburg. Anlässlich des alljährlichen Schulfestes, bei dem die Gründung der Schule gefeiert wird, Singen die Schüler einen Text, der von der Schule erzählt, während das Blasorchester der Schule die Melodie „Vom hoh'n Olymp“ spielt.